# روبرت فيرين
روبرت نيكولايفيتش فيرين (الروسية: Роберт Николаевич Вирен) (مواليد 6 يناير 1857 – وفيات 14 مارس 1917)، المعروف أيضًا باسم روبرت رينهولد فون ويرين، كان ضابطًا بحريًا ألمانيًا من بحر البلطيق في البحرية الإمبراطورية الروسية، اشتهر بدوره في الحرب الروسية اليابانية في 1904-1905.

## سيرة شخصية
كان فيرين خريجًا من فيلق البحر الروسي في عام 1877 وعمل كضابط متوسط في سفينة قص مع أسطول البلطيق. في عام 1883، تمت ترقيته إلى رتبة ملازم وحصل على وسام القديس ستانيسلاوس من الدرجة الثالثة. تخرج من مدرسة ماين وارفير في عام 1884 وحصل على وسام سانت آنا من الدرجة الثالثة في عام 1888. بعد تخرجه من أكاديمية نيكولاييف البحرية عام 1889، شغل منصب ضابط حرب الألغام على البارجة بيتر فيلكي عام 1891 وتمت ترقيته إلى رتبة ملازم أول. أصبح نقيبًا في المرتبة الثانية عام 1894. قاد بعد ذلك عددًا من السفن مع أسطول البلطيق، وتم ترقيته إلى رتبة قبطان من المرتبة الأولى في عام 1901. في عام 1903 تم تكليفه بقيادة الطراد المدرع الحديث بايان.
في بداية الحرب الروسية اليابانية، كان فيرين يقود بيان كجزء من سرب المحيط الهادئ الروسي المتمركز في بورت آرثر. خلال معركة بورت آرثر (في البحر، ميز عن حصار ميناء ارثر) اشتهر بكونه قائدًا جريئًا وقادرًا. بعد وفاة الأدميرال ويلجلم فيتجفت في معركة البحر الأصفر، تولى الأمير بافل أوختومسكي قيادة سرب بورت آرثر لفترة وجيزة، لكنه لم يستطع الحصول على دعم أو احترام أقرانه. نظرًا لعدم تمكن أي ضابط من الوصول إلى الميناء المحاصر، فيرين، على الرغم من أنه ضابط صغير نسبيًا ذو أقدمية منخفضة تمت ترقيته إلى اللواء الخلفي وفي 4 سبتمبر 1904 تولى قيادة السرب خلال الأشهر الأربعة الأخيرة من الحصار. خلال هذا الوقت، مع عدم قدرة الأسطول المحاصر على التحليق وتحت قصف مستمر من البر، أمر فيرين بتجريد سفنه الحربية من أسلحتها، والتي كانت تستخدم لتعزيز دفاعات الميناء البرية، وأمر بحارته بالقتال كقوات مشاة بحرية. أصيب في معركة في نوفمبر 1904. بعد استسلام بورت آرثر، تم أخذه كأسير حرب من قبل اليابانيين. بعد الحرب، حصل على السيف الذهبي للشجاعة ووسام القديس جورج من الدرجة الرابعة، بالإضافة إلى وسام القديس ستانيسلاوس من الدرجة الأولى بالسيوف.
تم تعيين فيرين أيضاً رئيساً لتدريب المدفعية لأسطول البلطيق في 1906-1907، وأصبح قائدًا لأسطول البحر الأسود من 1907 إلى 1908. تمت الإشارة إليه على أنه تأديبي صارم. خدم في مجلس الأميرالية من 1908 إلى 1909. في عام 1909، أصبح قائد ميناء كرونشتاد وتمت ترقيته إلى نائب أميرال.
بعد بداية الحرب العالمية الأولى، تمت ترقية فيرين إلى رتبة أميرال في 15 فبراير 1915. في عام 1916، حصل على وسام القديس جورج من الدرجة الثالثة لشجاعته الشخصية في منع انفجار مخزن مسحوق في حصن بتروفسكي في كرونشتاد. ومع ذلك، بعد بداية ثورة فبراير من عام 1917، كان فيرين واحدًا من العديد من كبار الضباط الذين قتلوا بالحراب في ميدان أنكور، كرونشتاد، بواسطة البحارة الموالين للبلاشفة.
دفن فيرين في المقبرة اللوثرية (الألمانية) في كرونشتاد. تم فقدان الموقع الدقيق، ولكن في التسعينيات وضع نصب تذكاري رمزي في ذكراه.

## أوسمة
- وسام القديس ستانيسلاوس من الدرجة الثالثة
- وسام القديسة آن من الدرجة الثالثة
- وسام القديس ستانيسلاوس من الدرجة الثانية
- وسام القديسة آن من الدرجة الثانية
- وسام القديس فلاديمير من الدرجة الرابعة مع القوس
- وسام القديس فلاديمير من الدرجة الثالثة
- وسام القديس ستانيسلاوس من الدرجة الأولى
- وسام القديسة آن
- وسام القديس فلاديمير من الدرجة الثانية
- وسام النسر الأبيض
- وسام القديس جورج من الدرجة الرابعة
- سيف ذهبي للشجاعة

## ملحوظات
1. ↑  "Wirén, Robert Reinhold v."، BBLD – Baltisches biografisches Lexikon digital، Göttingen: Baltische Historische Kommission، 2012، مؤرشف من الأصل في 2022-10-22
2. ↑  "von Wirén, Robert Reinhold", Erik-Amburger Datenbank (بالألمانية), Regensburg: IOS Regensburg, Archived from the original on 2018-02-22, Retrieved 2018-02-21
3. 1 2 3 4  Kowner,  Historical Dictionary of the Russo-Japanese War, p. 409-410.
4. 1 2   http://rjw.narod.ru/people/Kr/officers/viren.htm. {{استشهاد ويب}}: |url= بحاجة لعنوان (مساعدة) والوسيط |title= غير موجود أو فارغ (من ويكي بيانات) (مساعدة)